# UFC Fight Night: Hunt vs. Olejnik
UFC Fight Night: Hunt vs. Olejnik (conosciuto anche come UFC Fight Night 136) è stato un evento di arti marziali miste tenuto dalla Ultimate Fighting Championship il 15 settembre 2018 all'Olimpijskij di Mosca, in Russia.
È il primo evento della promozione in Russia.

## Risultati
|                                   | Divisione             |                    |                 |                 | Metodo                                      | Round           | Tempo           | Premio          |
| Card Principale                   | Card Principale       | Card Principale    | Card Principale | Card Principale | Card Principale                             | Card Principale | Card Principale | Card Principale |
| --------------------------------- | --------------------- | ------------------ | --------------- | --------------- | ------------------------------------------- | --------------- | --------------- | --------------- |
|                                   | Pesi massimi          | Oleksij Olejnik    | batte           | Mark Hunt       | Sottomissione (rear-naked choke)            | 1               | 4:26            | POTN            |
|                                   | Pesi mediomassimi     | Jan Błachowicz     | batte           | Nikita Krylov   | Sottomissione (triangolo di braccio)        | 2               | 4:21            | POTN            |
|                                   | Pesi massimi          | Šamil Abduračimov  | batte           | Andrei Arlovski | Decisione unanime (29-28, 30-27, 30-27)     | 3               | 5:00            |                 |
|                                   | Pesi welter           | Aleksej Kunčenko   | batte           | Thiago Alves    | Decisione unanime (30-27, 29-28, 29-28)     | 3               | 5:00            |                 |
| Card Preliminare (UFC Fight Pass) |                       |                    |                 |                 |                                             |                 |                 |                 |
|                                   | Pesi medi             | Khalid Murtazaliev | batte           | C.B. Dollaway   | KO tecnico (ritiro)                         | 2               | 5:00            |                 |
|                                   | Catchweight (62,1 kg) | Petr Yan           | batte           | Son Jin-soo     | Decisione unanime (30-27, 30-27, 29-28)     | 3               | 5:00            | FOTN            |
|                                   | Pesi leggeri          | Rustam Chabilov    | batte           | Kajan Johnson   | Decisione non unanime (29-28, 28-29, 29-28) | 3               | 5:00            |                 |
|                                   | Catchweight (73 kg)   | Mairbek Taisumov   | batte           | Desmond Green   | Decisione unanime (30-27, 30-27, 30-27)     | 3               | 5:00            |                 |
|                                   | Pesi mediomassimi     | Magomed Ankalaev   | batte           | Marcin Prachnio | KO (calcio alla testa e pugni)              | 1               | 3:09            | POTN            |
|                                   | Pesi medi             | Jordan Johnson     | batte           | Adam Yandiev    | Sottomissione (triangolo di braccio)        | 2               | 0:42            |                 |
|                                   | Pesi welter           | Ramazan Emeev      | batte           | Stefan Sekulić  | Decisione unanime (29-28, 30-27, 30-26)     | 3               | 5:00            |                 |
|                                   | Pesi gallo            | Merab Dvališvili   | batte           | Terrion Ware    | Decisione unanime (30-25, 30-25, 30-25)     | 3               | 5:00            |                 |

## Premi
I lottatori premiati ricevettero un bonus di 50.000 dollari.
Legenda:
- FOTN: Fight of the Night (vengono premiati entrambi gli atleti per il miglior incontro dell'evento)
- POTN: Performance of the Night (viene premiato il vincitore per la migliore performance dell'evento)